# Changzhou
|  | Changzhou er også et bydistrikt i Wuzhou i Guangxi i Kina. |
31°47′N 119°58′Ø / 31.783°N 119.967°Ø
Changzhou er en by på præfekturniveau i provinsen Jiangsu ved Kinas kyst til det Gule Hav. Præfekturet har et areal på 4.385 km2 
heraf 1.864 km2 i byområdet; det har en befolkning på 4.452.000 mennesker og en befolkningstæthed på 1.015,3 indb./km2 (2009).
Bypræfekturet ligger på sydbredden af Yangtzefloden. Changzhous nabopræfekturer er Nanjing i vest, Zhenjiang i nordvest, og Wuxi i øst. Mod syd ligger provinsen Zhejiang. Kejserkanalen løber gennem præfekturet.

## Administration
Changzhou administrerer 7 territoriale enheder, hvoraf 5 er distrikter og 2 er byamter.
- Zhonglou distrikt (钟楼区)
- Tianning distrikt (天宁区)
- Qishuyan distrikt (戚墅堰区)
- Xinbei distrikt (新北区)
- Wujin distrikt (武进区)
- Jintan byamt (金坛市)
- Liyang byamt (溧阳市)

Myndigheder
Den lokale leder i Kinas kommunistiske parti er Wang Quan. Borgmester er Ding Chun, pr. 2021.

## Historie
Den første omtale af bosættelse på stedet er fra året 221 f.Kr., men der er ruiner af en langt ældre by – grundlagt ca. 1.000 f.Kr. tidligt i det vestlige Zhou-dynasti, nogle få kilometer udenfor byen. 
Byen fik sit nuværende navn i 589. Efter at «Den store kanal» blev anlagt i 609 blev Changzhou en vigtig kanalhavn. Oplandet rundt om byen havde, og har fortsat, en vigtig prodution af ris, fiskeopdræt, te, silke, bambus og frugt. 
Under Taipingoprøret i 1850'erne var et af de fem paladser for lederne af det såkaldte «Kongeriget for den himmelske fred» byget i Changzhou. I dag er kun ruinerne tilbage, nær Folkets sygehus nr. 1. 
På 1920'erne begyndte bomuldsindustrien at vokse frem i Changzhou. Efterhånden som mere bomuldsindustri flyttede ud fra Shanghai-området efter at byen blev okkuperet af Japan, voksede byen yderligere. 
I modsætning til de fleste kinesiske byer fortsatte Changzhou med at blomstre økonomisk under Kulturrevolutionen 1966-76. I dag er byen et vigtigt industrielt center for tekstiler, næringsmidler, maskineri og teknologi.
I 1982 blev Changzhou udråbt til «modelby» for Kinas børnebegrænsningspolitik som kun tillader ét barn pr. familie i byerne. Det år meldte myndighedene i Changzhou at nær 100 % af alle ægtepar havde afgivet løfte om kun at få et barn. 

## Trafik
Byen er stoppested på jernbanelinen Jinghubanen som løber fra Beijing til Shanghai via blandt andet Tianjin, Jinan, Nanjing og Suzhou.
Kinas rigsvej 312 løber gennem området. Den går fra Shanghai og ender på grænsen til Kasakhstan, og passerer blandt andet Suzhou, Nanjing, Hefei, Xinyang, Xi'an, Lanzhou, Jiayuguan og Urumqi.